# 会いに行っていいですか
『会いに行っていいですか』（あいにいっていいですか）は、2024年12月4日にEVIL LINE RECORDSより発売された浪江女子発組合のミニアルバムである。

## 概要
2022年2月23日に発売された前作のフルアルバム『花咲む』以来のCD発売となり、ミニアルバム（EP）形式での発売は初となる。
前作『花咲む』発売後、2023年4月9日に高井千帆が卒業、同年11月11日に愛来、市川優月、小島はな、鈴木萌花の4人卒業と同時に田中咲帆、雪月心愛、千浜もあな、青山菜花の4人がグループ加入、2024年3月29日に里菜が加入して8人体制になってからの初のアルバムとなる。
メンバーの佐々木彩夏はインタビューにて「JA浪江は2024年11月で結成5周年を迎えたのですが、そのタイミングで形のあるものを出したいなと考えたんです。グループは23年末に田中咲帆、雪月心愛、千浜もあな、青山菜花が、24年5月には里菜が加入して、メンバーが入れ替わり、現在の体制になりました。この体制になってからも配信リリースは1作あったのですが、CDはまだ出していなかったので、今回のEPを出そうという形になりました。」と本EP発売の意義を述べている。
またフルアルバムではなくミニアルバムの形式をとった理由について佐々木彩夏は「リリースしていない楽曲はもっとあるので、それも全部詰め込んでフルアルバムにすることもできたんですけど、これを経てまた次がもっと楽しみになるような、「まだあるけどね」みたいにワクワクするような1枚にしたかったんです。」と述べている。前作『花咲む』から本EP発売の間に配信された配信限定シングルの内、旧体制メンバーによる楽曲「桜流し」は本EPには未収録となっている。
本EPには配信限定シングルが2曲が収録されている。本EPのリード曲であり表題曲である「会いに行っていいですか」は本EP発売に先立って2024年11月20日に先行配信された。
前作『花咲む』にも収録された楽曲「なみえのわ」、「またキミと。」の2曲は（2024 ver.）として現体制メンバーにより新たに録音された音源が収録された。
ユニット曲について「バディ・フィルム」、「ロマンスはエチュード」、「二十歳」は旧体制メンバーが活動していた2022年2月20日に初披露された曲であるが、現体制メンバーにより再録音されて収録された。なおこれらのユニット曲は旧体制メンバーによる音源化はなされていなかったので、現体制にて再録音されたバージョンが初音源化となる。
ミュージックビデオ（MV）は「またキミと。」、「いろむすび」、「会いに行っていいですか」の3曲作成されている。「またキミと。」は「またキミと。（2024 ver.）」として現体制メンバー8人で新たに録音された音源のMVとなる。
本EPに合わせて作成された新衣装より、これまで設定されていなかったメンバーカラーが新たに導入された。佐々木彩夏はメンバーカラーを導入したことについて、「浪江女子発組合ではももクロとは違うこと、ももクロではできないことをしたいという思いが根底にあるので、最初はメンバーカラーを作っていなかったんです。でも、今の体制になってからはまだ1年経っていないものの、浪江女子発組合としてここまで5年活動してきたので、そろそろそういう要素を取り入れてもいいのかなという気持ちも芽生えてきて。以前はスカートも頑なに長くしていたけど、このタイミングで短くしてみたり。そういった新しい挑戦がこのEPにはたくさん詰まっています。」とインタビューにて述べている。
本EPは2024年12月16日付のオリコン週間アルバムランキングにて初登場23位、同日付のオリコン週間合算アルバムランキングにて初登場37位を記録した。
なお、「浪江女子発組合」は2025年6月28日に「LumiUnion」へとグループ名が変更となったので「浪江女子発組合」名義での音源リリースは本作が最後となる。

## 収録曲
（浪江女子発組合：佐々木彩夏・内藤るな・播磨かな・田中咲帆・雪月心愛・里菜・千浜もあな・青山菜花）

### 楽曲解説
1. 会いに行っていいですか　
本EPのリード曲かつ表題曲となる。2024年11月20日に配信限定シングル『会いに行っていいですか』として先行配信された。
本楽曲はTikTokなどのSNSでバズったときめき♡宣伝部の楽曲「すきっ!」を手掛けた中村瑛彦が作詞作曲編曲を手掛けている[10][11]。
本楽曲について、佐々木彩夏は「これまではおしとやかだったり、ミドルテンポの曲が多かったんですけど、アップテンポでキャッチーなメロディでわかりやすい歌詞っていうのをコンセプトにしています。」と述べ、これまでの浪江女子発組合をイメージを覆すような楽曲と評している[7]。
本楽曲はミュージックビデオ（MV）が作成されている。MVでは新たに導入されたメンバーカラーの衣装を纏ったメンバーが出演している[6]。
2. Bloomy Journey
本楽曲も「会いに行っていいですか」と同様に浪江女子発組合のアップデート感が伝わる楽曲であると評されている[2]。
本楽曲について、雪月心愛は「いろんなところに行っていろんな人と輪をつないで広げていくという、浪江女子発組合のコンセプトにすごくぴったりな曲」と評している[2]。
3. いろむすび
出会いの奇跡や縁の大切さを歌ったエモーショナルな楽曲となる[12]。
本楽曲は8人体制になってから初の音源として2024年7月26日に配信限定シングル『いろむすび』が配信開始された。8人体制になってから初のミュージックビデオも本楽曲にて作成された[5]。
本楽曲の制作意図についてレコード会社によると「これまで歩んできた浪江女子発組合の“いろ”と現在の“いろ”、それぞれの様々な“いろ”はやがて結ばれ、これから進んでいく明るい未来の“いろ”を映し出していくという意味が込められている。」と説明している[13]。
4. 桜梅桃李夢物語・弐
前作アルバム『花咲む』にも収録された自己紹介ソングとなる楽曲「桜梅桃李夢物語」の現8人体制によるバージョンとなる。
前作「桜梅桃李夢物語」同様メンバーとグループが花に例えられている。本楽曲の歌詞より、千浜もあな：霞草、雪月心愛：桃の花、田中咲帆：アカツメクサ、青山菜花：菜の花、里菜：ムラサキシキブ、内藤るな：蓮華草、播磨かな：金魚草、佐々木彩夏：桜、浪江女子発組合：コスモスに例えられている[14]。前作「桜梅桃李夢物語」にも登場した内藤るな、播磨かな、佐々木彩夏、浪江女子発組合は前作と同じ花で例えられている[15]。
5. バディ・フィルム
内藤るなと播磨かなのユニット曲となる[16]。元々は高井千帆と播磨かなのユニット曲であった[3]。疾走感溢れるアップテンポな楽曲となる[3]。
6. ロマンスはエチュード
佐々木彩夏・雪月心愛・里菜・青山菜花の4人によるユニット曲となる[16]。元々は愛来・市川優月・小島はな・内藤るなのユニット曲であった[3]。ミュージカル調の楽曲となる[3]。
7. 二十歳
本楽曲「二十歳」は「はたち」と読む。田中咲帆と千浜もあなのユニット曲となる[16]。元々は佐々木彩夏と鈴木萌花によるユニット曲であった[3]。ミドルバラードの楽曲となる[3]。
8. またキミと。（2024 ver.）
前作アルバム『花咲む』にも収録された楽曲「またキミと。」の現8人体制によるバージョンとなる。本作はミュージックビデオ（MV）も作成された。MV「またキミと。」は「またキミと。（2024 ver.）」として現体制メンバー8人で新たに録音された音源のMVとなる[4]。
「またキミと。（2024 ver.）」は2024年7月26日に配信開始された配信限定シングル『いろむすび』にも収録されている。
9. なみえのわ（2024 ver.）
前作アルバム『花咲む』にも収録された楽曲「なみえのわ」の現8人体制によるバージョンとなる。

### 収録曲クレジット
| #         | タイトル                      | 作詞                  | 作曲                  | 編曲                  | 時間  |
| --------- | ----------------------------- | --------------------- | --------------------- | --------------------- | ----- |
| 1.        | 「会いに行っていいですか」    | 中村瑛彦（SUPA LOVE） | 中村瑛彦（SUPA LOVE） | 中村瑛彦（SUPA LOVE） | 3:04  |
| 2.        | 「Bloomy Journey」            | Tea・Y                | YouSee                | YouSee                | 4:08  |
| 3.        | 「いろむすび」                | 渡辺拓也              | 渡辺拓也              | 渡辺拓也              | 4:09  |
| 4.        | 「桜梅桃李夢物語・弐」        | CHI-MEY               | CHI-MEY               | CHI-MEY               | 5:05  |
| 5.        | 「バディ・フィルム」          | tobiko                | 津波幸平              | 津波幸平              | 4:32  |
| 6.        | 「ロマンスはエチュード」      | eNu                   | 川田瑠夏              | 設楽哲也              | 3:51  |
| 7.        | 「二十歳」                    | 矢吹香那              | 矢吹香那              | 前口ワタル            | 4:07  |
| 8.        | 「またキミと。（2024 ver.）」 | 仲智唯、chalaza       | 野中“まさ”雄一        | 野中“まさ”雄一        | 4:17  |
| 9.        | 「なみえのわ（2024 ver.）」   | 矢吹香那              | 滝澤俊輔              | 滝澤俊輔              | 5:10  |
| 合計時間: | 合計時間:                     | 合計時間:             | 合計時間:             | 合計時間:             | 38:23 |

| #  | タイトル                                                             | 作詞 | 作曲・編曲 |
| -- | -------------------------------------------------------------------- | ---- | ---------- |
| 1. | 「「JA浪江2024」ドキュメンタリームービー」                           |      |            |
| 2. | 「みんなで仲良く和気”愛愛燦”！ちょっぴり遠出して親睦を深めようの会」 |      |            |
| 3. | 「「会いに行っていいですか」MUSIC VIDEO」                            |      |            |

## 販売形態
- 初回限定盤【KICS-94184】（CD＋Blu-ray）[17]
- 通常版【KICS-4184】（CD）[17]
- 配信ミニアルバム【NOPA-4807】[18]、【NOHR-761（ハイレゾ）】[19]（CD収録曲と同内容）

## リリースイベント
- 本EPとの連動企画、ゲームアプリ「ロードモバイル」とのコラボ：「ロードモバイル×浪江女子発組合 〜みんなで挑め！ギルドの"わ"を広げよう〜」（2024年10月20日 - 11月18日）[20]
- 各種商業施設におけるリリースイベント[21]
- タワーレコード新宿店始動のアイドル企画「NO MUSIC, NO IDOL?」VOL.305[22]
- 2024年11月17日、1st EP「会いに行っていいですか」の発売がもっともっと楽しめる配信（YouTube）[23]
- 2024年12月4日、結成5周年＆1st EP「会いに行っていいですか」発売当日記念配信（YouTube）[24]
- 2024年12月5日、「会いに行っていいですか」発売記念！『どこにいたって会いに行けるのがオンラインサイン会』（リミスタ）[25]（YouTube）[26]